# Кенай (Хабаровский край)
Кена́й — посёлок сельского типа в Комсомольском районе Хабаровского края. Административный центр Кенайского сельского поселения. Расположен на правом берегу реки Гур, выше устья реки Верхней Удоми.

## Население
| 2002 | 2010 | 2011 | 2012 | 2013 | 2014 | 2015 |
| ---- | ---- | ---- | ---- | ---- | ---- | ---- |
| 671  | ↘588 | ↗593 | ↗594 | ↗599 | ↗608 | ↘592 |
| 2016 | 2017 | 2018 | 2019 | 2020 | 2021 |      |
| ↘566 | ↘548 | ↘537 | ↘526 | ↘524 | ↘485 |      |

## Культура
- В селе есть стела, посвящённая жителям посёлка, участвовавшим в Великой Отечественной войне.
- Построена детская площадка.